# Jerzy Borkowski-Dunin
Jerzy Borkowski-Dunin, též Jerzy Dunin Borkowski (1. října 1856 Dubiecko – 22. října 1908 Lvov nebo Młyniska), byl rakouský šlechtic a politik polské národnosti z Haliče, koncem 19. století poslanec Říšské rady.

## Biografie
Byl předsedou lvovské heraldické společnosti. Vlastnil knihovnu s cca 20 000 svazků s historickými a heraldickými díly. Byl též prezidentem haličské lovecké společnosti.
Působil i jako poslanec Říšské rady (celostátního parlamentu Předlitavska), kam usedl v doplňovacích volbách roku 1889 za kurii venkovských obcí v Haliči, obvod Tarnopol, Skalat atd. poté, co zemřel Kazimierz Grocholski. Do parlamentu se vrátil ještě ve volbách roku 1897, nyní za velkostatkářskou kurii v Haliči. Ve volebním období 1885–1891 se uvádí jako hrabě Georg Borkowski-Dunin, c. k. komoří a statkář, bytem Lvov.
Na Říšské radě se v roce 1889 uvádí coby člen Polského klubu. I po volbách roku 1897 byl oficiálním kandidátem polského volebního výboru.
Zemřel v říjnu 1908.